# الهجامة (فلم)
الهجامة فيلم من تأليف أسامة أنور عكاشة وإخراج محمد النجار وإنتاج تاميدو للإنتاج والتوزيع (مدحت الشريف) عام 1992.
بطولة ليلى علوي - هشام سليم - حسن حسني - سيمون - عبد الله مشرف - وفاء الحكيم.

## قصة الفيلم
- فيلم " الهجامه "
- قصة وسيناريو وحوار : اسامه أنور عكاشه
- إخراج : محمد النجار
- تصوير : طارق التلمسانى
- بطولة : ليلى علوى، هشام سليم، حسن حسنى، عبد الله مشرف، وفاء الحكيم
- إنتاج : تاميدو للإنتاج والتوزيع (مدحت الشريف)

نوسة (ليلى علوي) فتاة تعيش على دخلها من السرقة ومهاجمة المنازل والسطو على ما بها لتنفق غلى شقيقتها الطالبة في كلية الآداب (سيمون). أثناء انشغال البلاد باستقبال رئيس الولايات المتحدة تقرر هي وحبيبها (هشام سليم) السطو على منزل أحد المهمين بالدولة إلا أنها تسقط في يد الشرطة أثناء الهروب بينما يفر حبيبها بالمسروقات. بعد انتهاء مدة عقوبتها ووجودها بقسم الشرطة تصدر تعليمات بنقلها إلى الحجز الموجود فيه بعض الطالبات اللاتي شاركن في المظاهرات ضد أنور السادات حتى يتحقق ما قاله الرئيس أنها مجرد ثورة حرامية. تحاول نوسة إقناعهن بأنها هجامة أي لصة منازل إلا أن إحداهن (وفاء الحكيم) تبدأ بإقناعها بعدالة قضيتهن لتقتنع بالقضية العامة للبلد وتتحول من هجامة إلى سيدة أعمال.
فاز بجائزة أفضل ممثلة في مهرجان تور بفرنسا.

## روابط خارجية
- مقالات تستعمل روابط فنية بلا صلة مع ويكي بيانات